# Tish Murtha
Tish Murtha est une photographe britannique née le 14 mars 1956 à South Shield, en Angleterre et morte le 13 mars 2013, à Middlesbrough.
Connue pour son travail en photographie sociale, elle a notamment documenté la vie quotidienne des classes populaires de Newcastle upon Tyne ainsi que de l'Angleterre du Nord-Est.

## Biographie
Tish Murtha naît à South Shield, une ville délaissée du Nord de l’Angleterre, dans une famille d’origine irlandaise. Elle est la troisième de dix enfants, . Elle grandit dans une « Council house » à Elswick, dans la banlieue de Newcastle. À seize ans, elle quitte l’école et vit de petits travaux. Elle suit des cours du soir où un professeur l’encourage à s’inscrire à un cours de film documentaire à l’université. 
En 1976, elle quitte sa ville natale pour entrer à l'école de photographie documentaire à l’université de Wales. L'école, créée en 1973, est alors dirigée par David Hurn, photographe de l’agence Magnum. En entretien de sélection, il lui demande ce qu'elle veut photographier. Elle lui répond : « Je veux apprendre à photographier des policiers qui frappent des enfants. ». Sa candidature est retenue
Après avoir obtenu son diplôme en 1978, elle retourne à Newcastle et entreprend de documenter les communautés marginalisées « de l'intérieur ». Sa position particulière liée à ses origines modestes et au fait qu'elle ait grandi dans ces environnement particuliers, lui donne un accès particulier pour documenter et photographier la vie de ses amis, de sa famille et de la communauté qui l'entoure. Un de ses recueils de photographies les plus souvent cités est Youth Unemployment [ Le chômage des jeunes ], publié en 1981, sur les effets de la désindustrialisation dans sa région d'origine et les frustrations d'une jeunesse manquant de perspective,,
Tish Murtha meurt le 13 mars 2013, des suites d’une rupture d’anévrisme.

## Carrière

### Premières expositions:Juvenile Jazz Bands (1979)etYouth Unemployment (1981)
Tish Murtha organise deux expositions photographiques en 1979 et 1981 mettant en lumière la vie d'enfants et d'adolescents dans les quartiers défavorisés de Newcastle. Ces photographies provoquent des réactions virulentes de la presse locale, allant même jusqu'à faire entendre le sujet dans le cadre de débats au sein de la Chambre des Communes du Royaume-Uni. 
Tish Murtha travaille également pour le THAC (Tyneside Housing Aid Centre), un centre caritatif lié à la question du logement, afin de documenter et de fournir des illustrations à des rapports sur le mal-logement dans la région du Tyneside. De cette collaboration proviennent plusieurs rapports, Save Scotswood Works (1979), Do you know what this is doing to my little girl? - Home Truths in the Year Of The Child (1979), et Burying The Problem (1980),,. 

### 1982 - 1987: Londres
En 1982, Tish Murtha s'installe à Londres et participe à l'exposition London By Night (1983). Cette exposition collective de la Photographers' Gallery à laquelle participent d'autres photographes comme Bill Brandt, Brian Griffin and Peter Marlow documente le quartier de Soho et l'industrie du sexe. 
Elle reste à Londres pendant cinq ans, en travaillant principalement pour Edward Arnold Publishers. Elle réalise aussi des portraits de célébrités en devenir comme Julian Clary and Philip Herbert. En 1987, à son retour dans le Nord de l'Angleterre, elle réalise des portraits du metteur en scène Declan Donnelly.

### 2008 - 2012: Expositions avec l’Arts Councilet leBritish Council Collection
Entre 2008 and 2012, les travaux de Murtha sont sélectionnés pour faire partie de trois expositions de l’'Arts Council et de la British Council Collection. 
En 2011, elle est exposée lors du Festival International de Photographie de Liverpool au sein de l'exposition collective Paul Graham, Tish Murtha and Markéta Luskačová.

### Expositions
Les travaux de Tish Murtha ont été intégrés à titre posthume dans les expositions suivantes
- 2013 : True/Grit - A Celebration of Northern Realism
- 2015 : For Ever Amber
- 2016  : Childhoods - 1977 to 2016
- 2021 : Jeunesse délaissée, du 6 février au 9 mai, La Chambre, Strasbourg[9].

## Publications
- Youth Unemployment,  Liverpool : Bluecoat, 2017,  (ISBN 978-1908457394)
- Elswick Kids, Liverpool : Bluecoat, 2018
- Juvenile Jazz Bands, Liverpool  : Bluecoat, 2020